# Tic et Tac
Tic et Tac (en anglais Chip and Dale) sont deux tamias de fiction créés par les studios Disney en 1943.

## Description
Ces tamias anthropomorphes sont les voisins perturbateurs de Donald Duck, vivant dans l'arbre de son jardin. Tic, au petit nez noir et aux dents du haut serrées, est le plus sérieux du duo tandis que Tac, au nez gros rouge, aux dents du haut écartées, est le plus maladroit et a une petite crête.

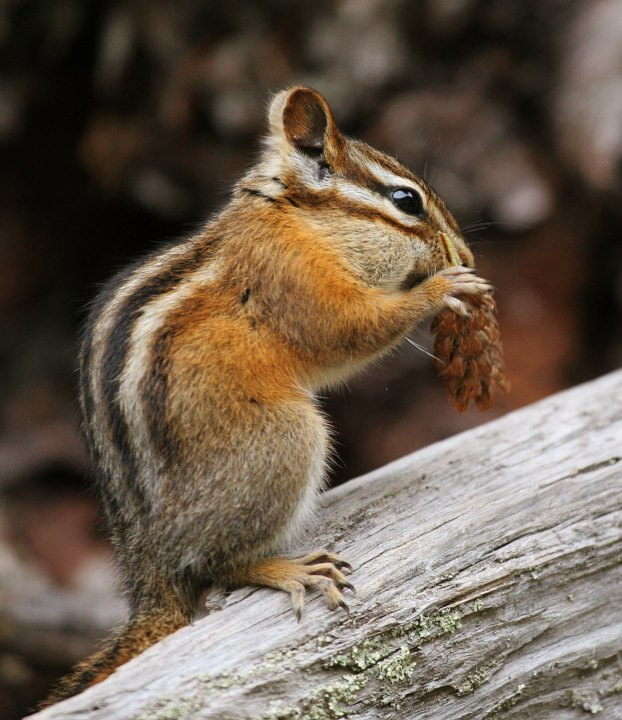
Un tamia, l'animal à l'origine de Tic et Tac.

## Historique
Ils sont apparus pour la première fois de manière anonyme en 1943 dans le court-métrage d'animation Pluto soldat : un officier y ordonne à Pluto de garder une tour à canon dans laquelle deux tamias entreposent des glands.
Ils apparaissent à nouveau anonymement dans Les Locataires de Mickey (1946) puis la séquence Bongo, roi du cirque du long métrage Coquin de printemps (1947) mais ne seront nommés qu'avec le court métrage Donald chez les écureuils (sorti le 28 novembre 1947).
En 1989, ils sont devenus les vedettes de la série télévisée d'animation Tic et Tac, les rangers du risque (Chip 'n Dale Rescue Rangers), où ils sont plus humanisés, portent des vêtements, évoluent en milieu surtout urbain et sont accompagnés de nouveaux amis : Gadget, Jack et Ruzor.
Ils apparaissent également en bande dessinée : selon la base INDUCKS, en 2021, ils sont présents dans plus de 2210 histoires, dont 195 ont été publiées en France,. Dans les années 1970, ils apparaissent dans Le Journal de Mickey et d'autres magazines de bandes dessinées Disney, tel P'tit Loup.

## Œuvres et produits dérivés avec Tic et Tac

### Filmographie
La plupart des apparitions de Tic et Tac durant la période « classique » ont eu lieu dans les séries Mickey, Pluto et Donald. Ils ont aussi été les héros d'une série propre mais comprenant seulement trois courts métrages :
- 1951 : Drôle de poussin (Chicken in the Rough)
- 1952 : Tic et Tac séducteurs (Two Chips and a Miss)
- 1954 : Tic et Tac au Far-West (The Lone Chipmunks)

En 1989 et 1993, ils sont les héros de la série télévisée Tic et Tac, les rangers du risque (Chip 'n Dale Rescue Rangers).
En 2017, ils ont les rôles principaux dans la série Les Histoires Toc-Toc de Tic & Tac (Chip ‘N’ Dale : Nutty Tales), spin-off de la série Mickey et ses amis : Top Départ ! (Mickey Mouse Mixed-Up Adventures).
Ils retrouvent leurs places de premiers rôles en 2021 dans la série Les Aventures au Parc de Tic et Tac (Chip 'n' Dale: Park Life). Cette série revient dans style de comédie classique sans paroles qu'on trouvait dans les premiers cartoon  avec des  techniques contemporaines, reprenant le style de la série Mickey Mouse.
Les deux tamias reviennent dans la peau des rangers du risque dans un film en live-action nommé Tic et Tac, les rangers du risque, diffusé en 2022 sur Disney+. Dans ce film, ils incarnent des acteurs dans le monde réel qui ont interprété leur propre rôles dans la série originale.

### Tic et Tac en vidéo

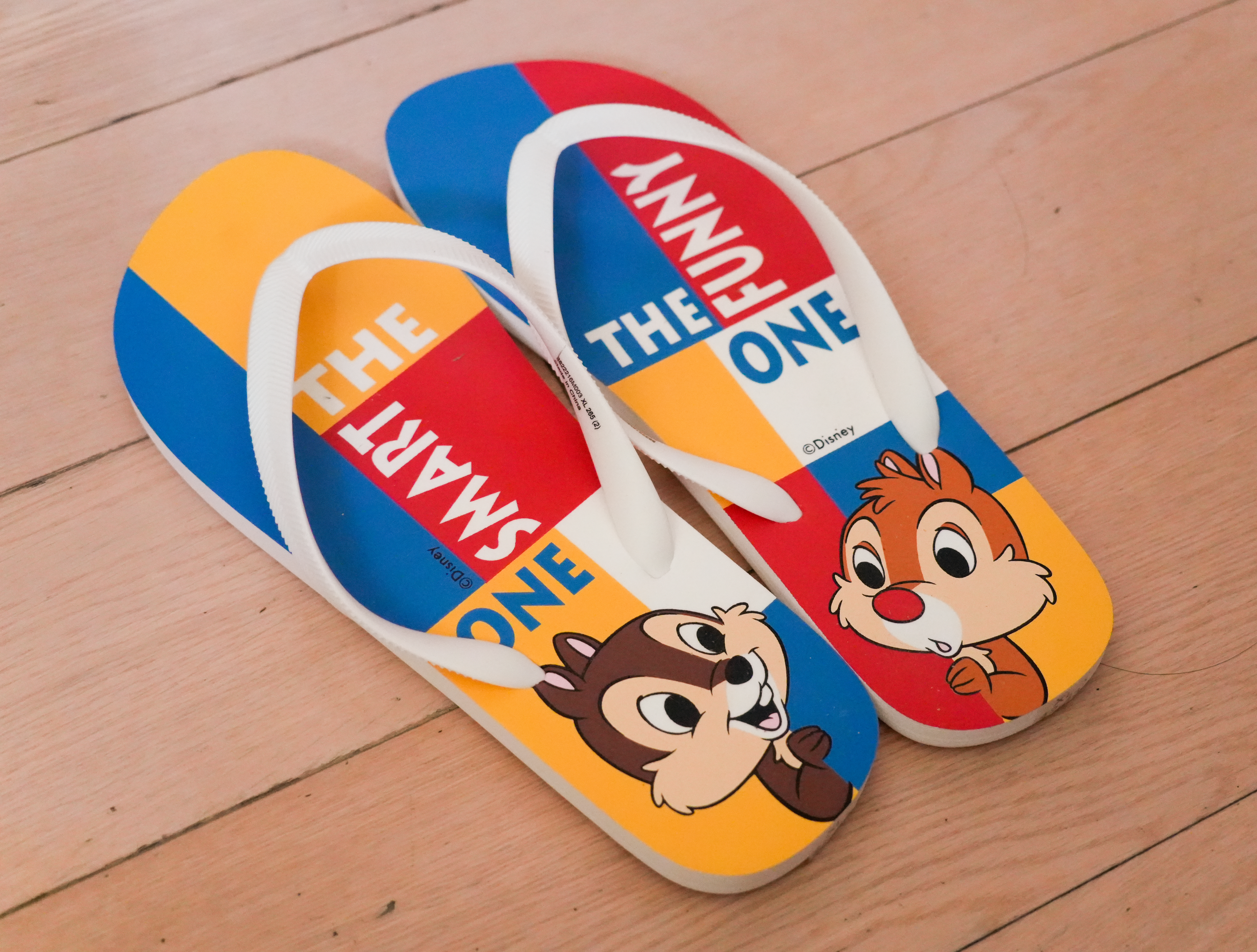
Paire de tongs décorées avec Tic et Tac.

- Tout le monde aime Tic et Tac, vol. 1 et Les Aventures de Tic et Tac. Avec les courts métrages :

1. Donald fait son beurre (1949)
2. Drôle de poussin (1951)
3. Donald chez les écureuils (1947)
4. Bon pour le modèle réduit (1951)
5. Tic et Tac séducteurs (1952)
6. Donald flotteur de bois (1955)
7. Pluto joue à la main chaude (1950)
8. La Roulotte de Donald (1950)

- Tout le monde aime Tic et Tac, vol. 2 et Tic et Tac jouent à cache-cache. Avec les courts métrages :

1. Les Cacahuètes de Donald (1953)
2. Donald blagueur (1950)
3. Une partie de pop-corn (1951)
4. Donald et son arbre de Noël (1949)
5. Le petit déjeuner est servi (1948)
6. Le Verger de Donald (1952)
7. Le Dragon mécanique (1954)
8. Donald forestier (1949)

### Jeux vidéo
1. Disney's Chip'n Dale: Rescue Rangers (1987) sur NES
2. Disney's Chip'n Dale: Rescue Rangers 2 (1993) sur NES
3. Walt Disney World Quest: Magical Racing Tour (2000) sur Windows, Dreamcast, PlayStation et Game Boy Color
4. Kingdom Hearts (2002) sur PlayStation 2
5. Kingdom Hearts: Chain of Memories (2004) sur Game Boy Advance
6. Kingdom Hearts 2 (2005) sur PlayStation 2
7. Kingdom Hearts: Birth by Sleep (2010) sur PlayStation Portable
8. Kingdom Hearts Re:Coded (2011) sur Nintendo DS
9. Kinect: Disneyland Adventures (2011) sur Xbox 360, Xbox One et Windows
10. Kingdom Hearts 3 (2019) sur PlayStation 4

### Romans
- Tic et Tac détectives, Bibliothèque rose, 1977